# Alloperla acietata
Alloperla acietata är en bäcksländeart som beskrevs av Zapekina-dulkeit 1975. Alloperla acietata ingår i släktet Alloperla och familjen blekbäcksländor. Inga underarter finns listade i Catalogue of Life.